# Rjabinowka (Kaliningrad, Gurjewsk)
Rjabinowka (russisch Рябиновка, deutsch Groß Raum) ist ein Ort in der russischen Oblast Kaliningrad. Er gehört zur kommunalen Selbstverwaltungseinheit Stadtkreis Gurjewsk im Rajon Gurjewsk.

## Geographische Lage
Rjabinowka liegt zwölf Kilometer nördlich der Oblasthauptstadt Kaliningrad (Königsberg) und zwei Kilometer westlich der Regionalstraße 27A-001 (ex A191), die Kaliningrad über Orlowka (Nesselbeck) mit Selenogradsk (Cranz) verbindet. Rjabinowka ist Bahnstation an der Bahnstrecke Kaliningrad–Selenogradsk–Pionerski (Königsberg-Cranz-Neukuhren) und ist Anfangsbahnhof der ehemaligen Kleinbahn Groß Raum–Ellerkrug (Rjabinowka–Raduschnoje, jetzt: Chrabrowo), die heute noch als Güterverkehrsstrecke zum Flughafen Kaliningrad bei Chrabrowo genutzt wird.

## Geschichte
Der ehemalige Groß Raum bestand bis 1945 aus einer Försterei – gelegen im damals so genannten Forst Fritzen, zu dessen Oberförsterei Fritzen (heute russisch: Sosnowka) diese auch gehörte. Kommunalpolitisch war Groß Raum in die Gemeinde Schugsten (Berjosowka) eingegliedert und mit diesem Ort in seiner Geschichte verbunden. So war es bis 1930 in den Amtsbezirk Schugsten im Landkreis Fischhausen im Regierungsbezirk Königsberg der preußischen Provinz Ostpreußen eingegliedert, von 1930 bis 1940 in den Amtsbezirk Fritzen (Sosnowka), der ab 1939 zum Landkreis Samland „wechselte“.
1945 kam Groß Raum mit dem nördlichen Ostpreußen zur Sowjetunion. Im Jahr 1950 erhielt der Ort die russische Bezeichnung Rjabinowka und wurde gleichzeitig dem Dorfsowjet Matrossowski selski Sowet im Rajon Gurjewsk zugeordnet. Später gehörte der Ort zum Chrabrowski selski Sowet. Von 2008 bis 2013 gehörte Rjabinowka zur Landgemeinde Chrabowskoje selskoje posselenije und seither zum Stadtkreis Gurjewsk.

## Erdbebenwarte
Zur 19./20. Jahrhundertwende wurde im Forst Fritzen nordöstlich von Groß Raum hinter dem Bahnhof eine der ersten Erdbebenwarten der Welt gegründet. Sie wurde von dem Physiker und Seismologen Emil Wiechert betreut. Die Baracke, in der die Erdbebenwarte sich befand, existiert nicht mehr.

## Kirche
Die hauptsächlich evangelische Bevölkerung Groß Raums war vor 1945 in das Kirchspiel Laptau (russisch: Muromskoje) eingepfarrt und gehörte zum Kirchenkreis Königsberg-Land II in der Kirchenprovinz Ostpreußen der Kirche der Altpreußischen Union. Heute liegt Rjabinowka im Einzugsbereich der evangelisch-lutherischen Auferstehungskirche in Kaliningrad (Königsberg), die der Propstei Kaliningrad der Evangelisch-lutherischen Kirche Europäisches Russland (ELKER) zugeordnet ist.